# Julije Bajamonti
Julije Bajamonti (tal. Giulio Bajamonti) (Split, 24. kolovoza 1744. – Split, 12. prosinca 1800.), hrvatski liječnik, matematičar, književnik, pisac medicinskih tekstova, sakupljač narodnih pjesama, skladatelj, glazbeni teoretičar, polihistor, filozof i enciklopedist. Bavio se i poviješću, arheologijom, lingvistikom, etnografijom i agronomijom te je bio orguljaš i zborovođa u splitskoj katedrali.

## Životopis

### Obitelj i obrazovanje
Julije Bajamonti rodio se u splitskoj građanskoj obitelji koja se doselila iz Poreča 1704. godine.
Osnovno obrazovanje stekao je u splitskom sjemeništu, nakon čega je završio glazbeno usavršavanje oko 1768. i od tada nosio naslov maestro (di musica). Studij medicine završio je u Padovi gdje je 1773. i doktorirao. Po završetku studija radio je kao liječnik u Hvaru i Splitu. Oženio se pučankom, zbog čega su ga se roditelji odrekli, pa je neko vrijeme živio i službovao u Kotoru. Imao je sina Emila i kćer Helenu.
Nakon povratka iz Kotora djelovao je kao orguljaš i zborovođa u katedrali, a kasnije je nastavio liječničku praksu.
Bio je prijatelj Ruđera Boškovića i veoma cijenjen u Dubrovniku.

### Intelektualni rad
Bio je veoma svestran znanstvenik, liberalnog usmjerenja (volterijanac), a zbog svojeg je kritičkog odnosa prema feudalnom društvu i konzervativnoj Crkvi, bio izložen kritikama šireg građanstva Splita.
Pisao je pjesme, putopise, medicinske, povijesne, arheološke, etnološke, lingvističke, filozofske, prirodoznanstvene, nautičke, ekonomske i agronomske tekstove, a bavio se i fizikom, kemijom i astronomijom.
Prikupljao je narodne pjesme i napjeve, kao i građu za povijest Dalmacije i Splita u 16. i 17. stoljeću, kao i za enciklopedijski i glazbeni rječnik.
Prevodio je s latinskog, grčkog, engleskog, francuskog i hrvatskog na talijanski jezik. 
U dvama sačuvanim knjižnicama ostavio je zapis od 2500 bibliografskih jedinica, među koje je uvrstio i 110 naslova hrvatskih autora. 
Napisao je oko 150 skladbi, među kojima se ističu simfonije Svečana glorija, Passio nella domenica delle Palme, Rekvijem (napisao ga je za svog prijatelja Ruđera Boškovića) i oratorij La traslazione di San Doimo.
Napisao je djelo o povijesti Splita "Povijesne uspomene grada Splita i Dalmaciji (Memorie della citta di Spalato in Dalmazia), u kojem se služio djelima starijih kroničara te knjigu "Povijest kuge u Dalmaciji 1783. – 1784. (Storia della peste che regnò in Dalmazia negli anni 1783-1784,1786)" koje je napisao na temelju svojeg iskustva u suzbijanju epidemije i u kojoj je iznio čitav niz podataka o zdravstvenim prilikama u Dalmaciji u 18. stoljeću.
Bio je jedan od najistaknutijih članova Splitskog gospodarskog društva, u čijem je osnivanju sudjelovao.
Zastupao je ideje gospodarskog napretka i socijalne jednakosti, no prigodom pada Mletačke Republike pristupio je konzervativnoj struji, vjerujući kako bi Dalmacija bolje napredovala pod austrijskom upravom, zastupajući istodobno sjedinjenje Dalmacije s Hrvatskom.

## Nacionalni identitet
U vrijeme pada Mletačke Republike 1797. godine zalagao se za pripojenje Dalmacije sjevernoj Hrvatskoj. Godine 1797. izlagao je u govoru da je Austrija nasljednica stare hrvatske države, a u vezi ujedinjenja sastajao se i s fra. Andrijom Dorotićem, najznačajnijim agitatorom za sjedinjenje s Hrvatskom. Smatrao se ilirskim (hrvatskim) domoljubom i iznimno se zanimao za hrvatski jezik, narodne običaje i predaju.

## Zanimljivosti
Od 1772. do 1776. često je putovao u Veneciju i Padovu, 1772. putovao je s Albertom Fortisom i Frederikom Herveyem po Dalmaciji. Davao mu je dragocjene podatke o povijesti, običajima, narodnim vjerovanjima i životu stanovnika Dalmacije. Oko 1780. odlazi u Bosnu, potom u Dubrovnik, Herceg Novi i Kotor, gdje je i boravio 1781. – 1882. Za haranja kuge 1783. – 1784. nalazio se u Splitu. Na Hvaru je bio općinski liječnik i orguljaš (1786. – 1790.). Godine 1790. vratio se u Split, gdje preuzima službu glazbenog ravnatelja odnosno orguljaša i zborovođe splitske Katedrale. Liječnikom splitske općine imenovan je 1799. godine.
Zaokupljala ga je i filološka znanost; bavio se pitanjima čistoće hrvatskoga jezika te pristao uz odnjegovanu dubrovačku štokavštinu, Proučavao je bosančicu i staroslavenski jezik, pravio bilješke o hrvatskoj ortografiji, proučavao talijanizme u hrvatskom jeziku. Prikupljao je pučke pjesme i poslovice te se smatra da je prvi upoznao Alberta Fortisa s tekstom Hasanaginice. Prema novijim istraživanjima (Igor Gostl), a na temelju novootkrivenoga rukopisnog priručnika za svladavanje osnova engleskoga jezika te nepoznate korespondencije na engleskome, Bajamonti pripada među pionire anglistike u Hrvata.

## Djela
- Storia della citta di Spalato (Povijesni zapisi grada Splita; objavljeni 1975.)
- Bajamonti, Giulio. 1786. Storia della peste que regnò in Dalmazia negli anni 1783-1784. Vincenzio Formaleoni. Venezia. Pristupljeno 11. ožujka 2012.
- O moralu
- O čovjeku
- O gradskoj gluposti
- O nacionalnom ponosu
- Se al medico disconvenga la poesia e la musica, in: Nuovo giornale enciclopedico d’Italia (Venezia: Luglio, 1796.), 93-120 (hrvatski prijevod Liječnik i glazba, u: Julije Bajamonti,
- Zapisi o gradu Splitu (Split, 1975.), 309-321
- Muzički rječnik (Ms.,oko 1788.)
- Bajamonti, Giulio. 1789. Elogio del Padre Ruggiero Giuseppe Boscovich. Ragusa

## Skladbe
Kao skladatelj u početku je pod utjecajem Giovannija Battiste Pergolesija i Benedetta Pellizzarija, poslije Mozart, Glucka, predstavnika napuljske i mannheimske škole. S više od 200 skladbi najplodniji je hrvatski skladatelj svojega doba. Prvenstvo imaju crkvene skladbe (misa, motet, kantata, muka, večernja, responzoriji Velikoga tjedna, Miserere, Benedictus, Te Deum, Stabat Mater, litanije i sl.). 
Uglazbljivao stihove Pietra Metastasija, a pretpostavlja se da je na vlastite predloške Achille in Sciro i Alessandro nelle Indie počeo skladati opere. U instrumentalnome polju stvorio je sonate za orgulje, gudački kvartet, simfonije. Skladao je u pretklasičnoj maniri, a odlikovao se lakoćom stvaranja i melodijskom invencijom.
Smatra se jednim od vodećih intelektualaca srednje Dalmacije potkraj XVIII. st.
- Passio nella domenica delle Palme za četveroglasni zbor i gudački orkestar (1768. Split)
- Na vlastiti libreto skladao oratorij ili glazbenu dramu Prijenos sv. Dujma La traslazione di San Doimo, Componimento drammatico ossia oratorio (Bajamonti) za sopran, zbor i orkestar (1770. Split), prvo djelo te vrste u nacionalnoj glazbi.
- Passio del Venerdi Santo za četveroglasni zbor i gudački orkestar (1782. Split)
- Requiem per le solenni essequie decretate dal Senato di Ragusa a suffragio dell’anima dell’imortale ab. Boschovich (1787. Dubrovnik)
- 54 moteta, među kojima Coelo tonante za bariton i gudački kvartet
- 17 misa: 4 za dva glasa (G, G, B, c), 11 za tri glasa (3 G, 2 F, 2 B, Es, a, c), 2 za četiri glasa (A, B)
- 8 skladba na tekst "Tantum ergo"
- 2 skladbe na tekst "Stabat Mater"
- 3 skladbe na tekst "Te Deum"
- Magnificat
- Simfonija u C-duru za 2 violine, violu, fagot, 2 oboe i 2 roga
- Allegro za flautu solo
- Sonata u C-duru za orgulje (1776.)
- Sonata u F-duru za orgulje
- Sonata u B-duru za orgulje
- 5 gudačkih kvarteta
- Salve Regina za sopran solo, dvije violine, violoncello i basso continuo.